# WASP-121b
WASP-121b é um exoplaneta do tipo Júpiter quente que orbita a estrela WASP-121, situada a 850 anos-luz da Terra, na constelação de Puppis. A atmosfera do planeta é composta por vapor d'água (H2O), pentóxido de titânio (TiO5) e óxido de vanádio (VO), estando a uma temperatura de 2500ºC, podendo vaporizar ferro. Essas substâncias funcionam como a camada de ozônio na Terra, reduzindo 1 500 vezes a temperatura da superfície. Devido a estar perto de sua estrela, o planeta está sendo "rasgado" e perdendo parte de sua atmosfera, enquanto a água presente na atmosfera começa a brilhar devido as altas temperaturas.